# Dättern II Dätterstorp

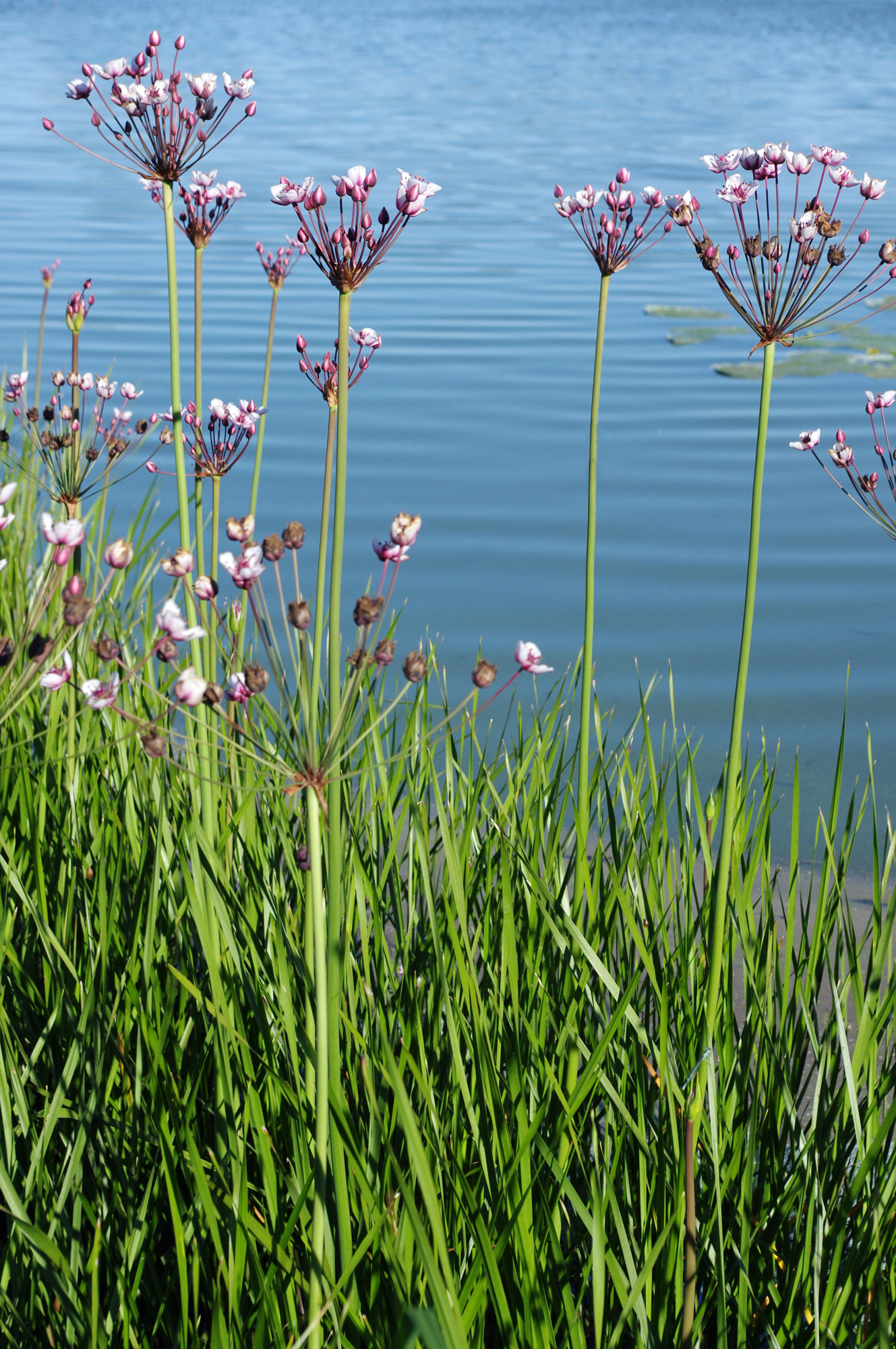
Blomvass

Dättern II Dätterstorp är ett naturreservat i Flo socken i Grästorps kommun med en mindre del i Vänersnäs socken i Vänersborgs kommun i Västergötland.
Reservatet bildades 2004 och omfattar 402 hektar. Dättern är en grund vik i sydligaste delen av sjön Vänern. Den skiljs från Brandsfjorden i norr av det ca 800 meter breda Frugårdssund. Största djupet är på ca två meter. Området består mest av vattenmiljöer och vassar. Området är beläget 12 km öster om Vänersborg. 
Dättern och viken norr därom, Brandsfjorden, fungerar som rastplats för änder och vadarfåglar. Den södra delen är en av södra Sveriges inlands främsta rastlokal för vadarfåglar. Fåglar som rördrom, brun kärrhök, trastsångare och skäggmes finns i området. Området har också stor betydelse för reproduktionen av gös i Vänern. 
Längre norrut i viken Dättern ligger naturreservatet Dättern I Frugårdssund